# Eupholus
Genre
Eupholus, ou charançon bleu, est un genre de coléoptères de la famille des Curculionidae que l'on rencontre en Nouvelle-Guinée et dans les îles adjacentes. Il se caractérise par ses espèces de couleur remarquable, du bleu jusqu'au turquoise, dont la plupart se nourrissent des feuilles de l'igname. Quelques espèces toutefois ne sont pas bleues, mais noires (avec des tarses jaunes pour Eupholus clarki), ou brunâtres.

## Description

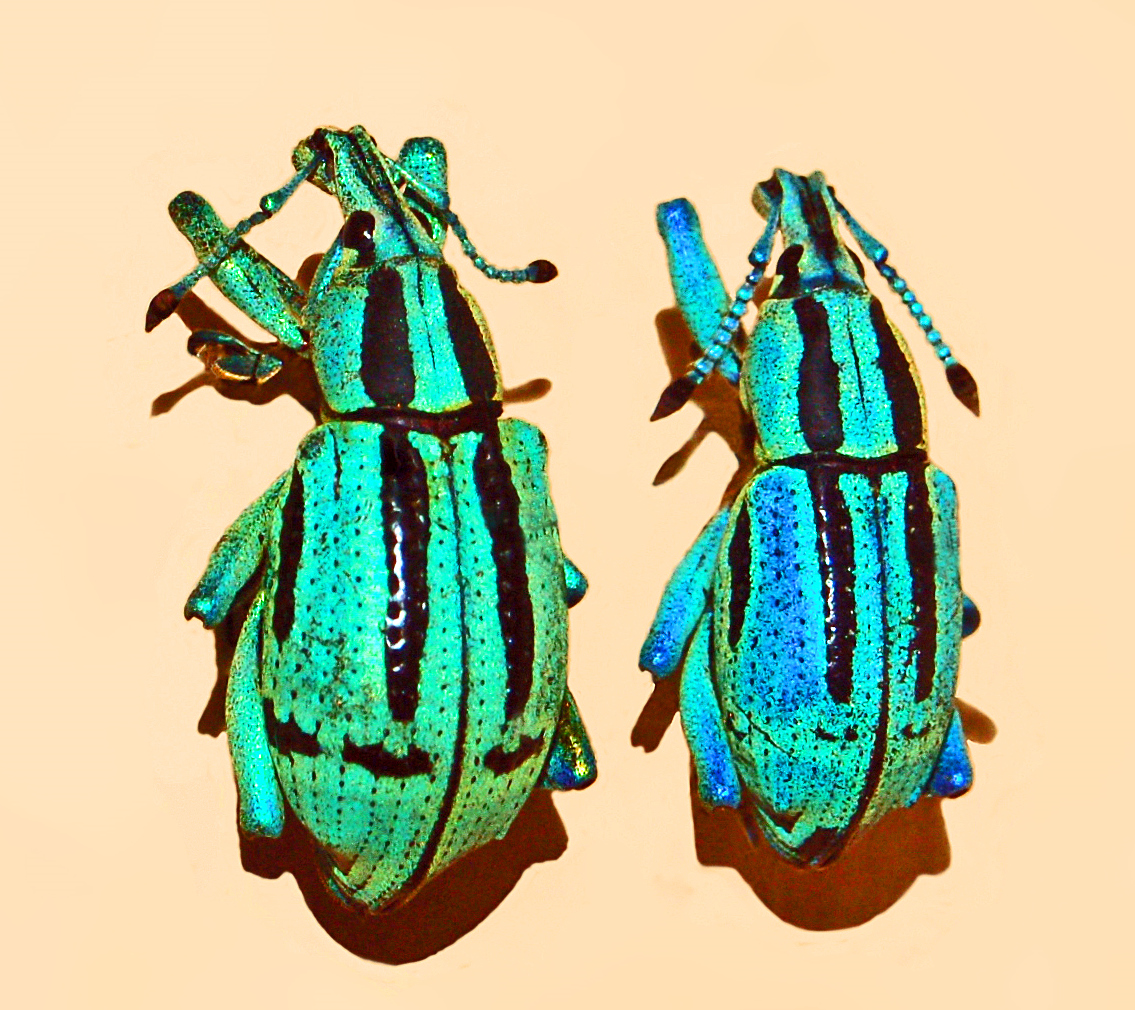
Eupholus bennetti de Papouasie-Nouvelle-Guinée

Le charançon bleu est recouvert d'un exosquelette épais dont la couleur bleue plus ou moins striée éloigne les prédateurs. Les élytres sont épais et sclérifiés. Le pronotum conique est prolongé par la tête et le rostre qui agit comme une vrille pour pénétrer les fruits ou graines que l'insecte transperce pour manger. Les antennes de chaque côté sont grandes et coudées avec un long scape. les yeux composés sont placés de chaque côté de la tête.

## Taxonomie

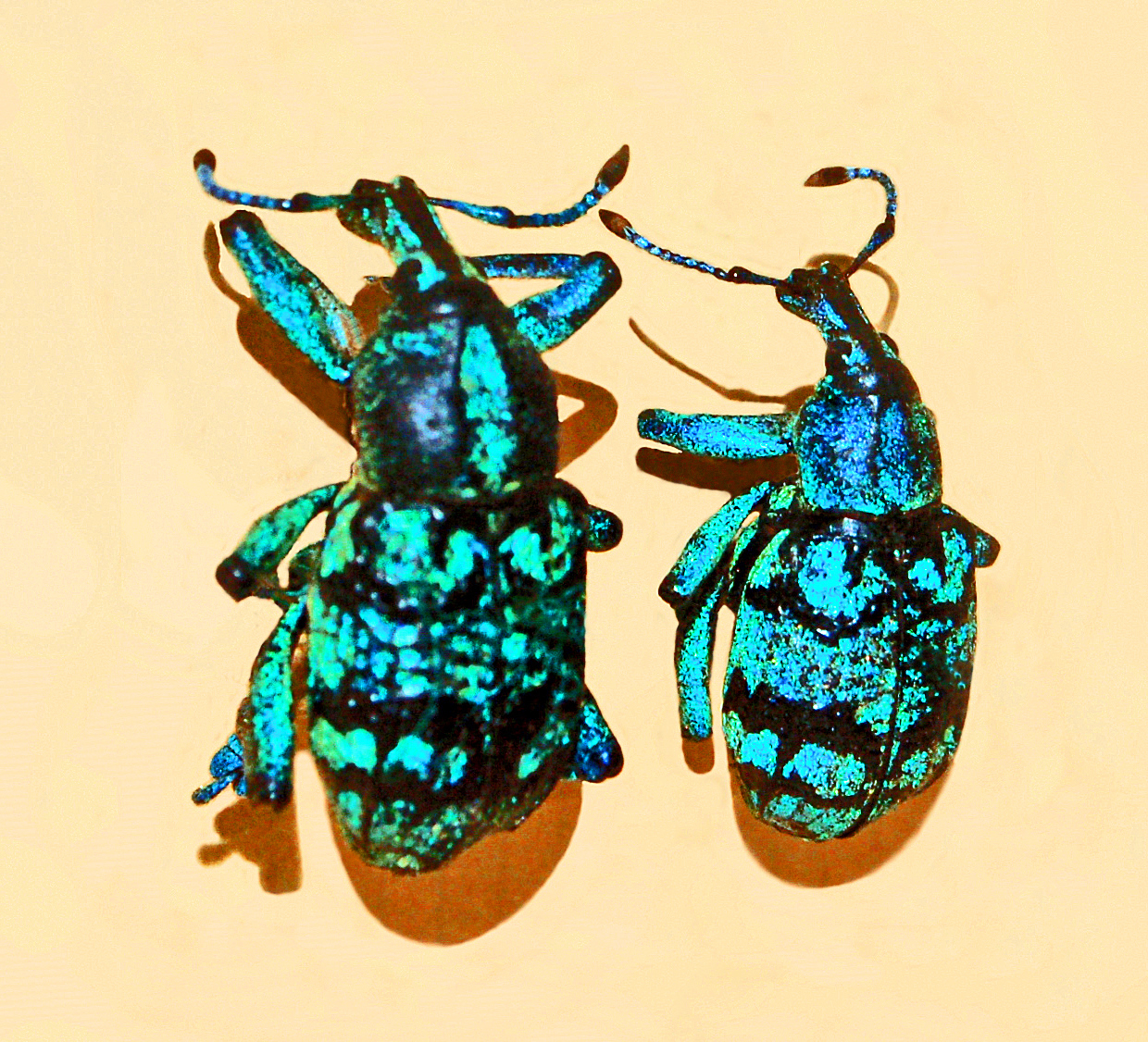
Eupholus chevrolati, originaire des îles Aru.

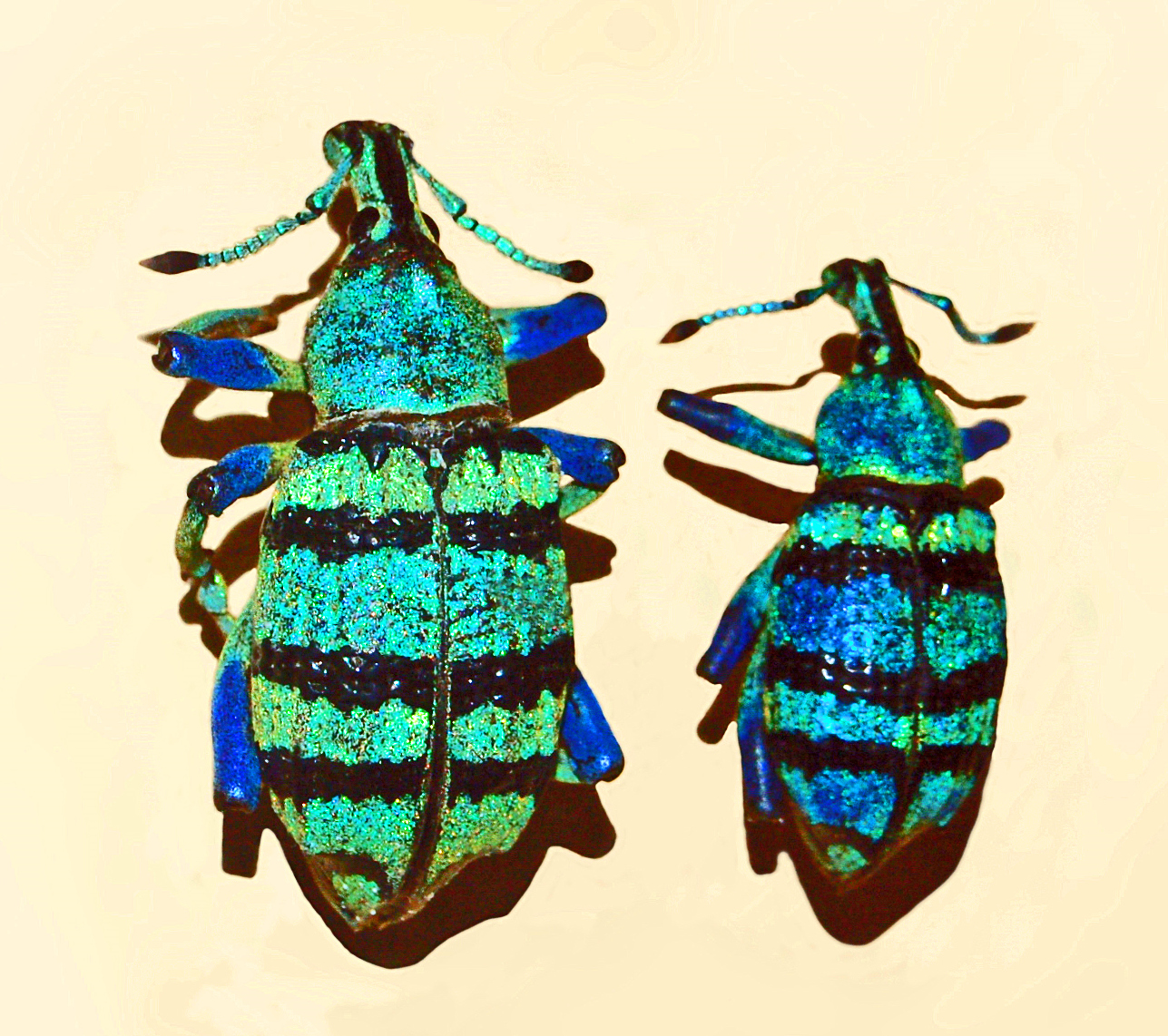
Eupholus schoenherri, originaire de Nouvelle-Guinée.

Ce genre a été décrit par Boisduval en 1835 dans Faune entomologique de l'Océan Pacifique ... Deuxième partie : « Coléoptères et autres ordres », in Voyage de découvertes de "L'Astrolabe" ... 1826-1829, sous le commandement de M. J. Dumont d'Urville, pp. i-vii, 1-716 et Atlas, J. Tastu, Paris.

## Liste des espèces
Selon GBIF (6 juillet 2023) :
- Eupholus albofasciatus Heller, 1910
- Eupholus alternans Kirsch, 1877
- Eupholus amaliae Gestro, 1875
- Eupholus amalulu Porion, 1993
- Eupholus antonkozlovi Porion & Audibert, 2019
- Eupholus astrolabensis Heller, 1937
- Eupholus aurifer Snellen van Vollenhoven, 1864
- Eupholus azureus Macleay, 1885
- Eupholus bacobugisi Limoges & Le Tirant, 2020
- Eupholus beccarii Gestro, 1875
- Eupholus bennetti Gestro, 1876
- Eupholus bennigseni Heller, 1908
- Eupholus bhaskarai Grasso, 2020
- Eupholus bortolussii Grasso, 2019
- Eupholus brossardi Limoges & Le Tirant, 2010
- Eupholus browni Bates, 1877
- Eupholus bruijnii Gestro, 1875
- Eupholus casadioi Grasso, 2019
- Eupholus chaminadei Porion, 2000
- Eupholus chevrolati Guérin-Méneville, 1838
- Eupholus cinnamomeus Pascoe, 1888
- Eupholus clarki Porion, 1993
- Eupholus compositus Faust, 1892
- Eupholus cuvierii Guérin-Méneville, 1838
- Eupholus detanii Limoges & Porion, 2004
- Eupholus dhuyi Porion, 1993
- Eupholus ducopeaui Porion, 2000
- Eupholus euphrosinae Porion, 1993
- Eupholus euphrosyne (Porion) Porion
- Eupholus faisali Grasso, 2019
- Eupholus fleurenti Porion, 1993
- Eupholus geoffroyi (Guérin-Méneville, 1831)
- Eupholus helleri Porion, 1993
- Eupholus hephaistos Porion, 1993
- Eupholus hudsoni Porion, 2000
- Eupholus humeralis Heller, 1908
- Eupholus humeridens Heller, 1895
- Eupholus kotaseaoi Porion, 2000
- Eupholus kuntzmannorum Limoges & Porion, 2004
- Eupholus labbei Porion, 2000
- Eupholus lachaumei Porion, 1993
- Eupholus lacordairei Limoges & Porion, 2004
- Eupholus leblanci Limoges & Porion, 2004
- Eupholus linnei Thomson J., 1857
- Eupholus loriae (Gestro, 1902)
- Eupholus loriai Gestro, 1902
- Eupholus lorrainei Limoges & Le Tirant, 2010
- Eupholus magnificus Kirsch, 1877
- Eupholus malotrus Porion, 2000
- Eupholus mamberamonis Heller, 1942
- Eupholus marielaurae Riedel & Porion, 2017
- Eupholus messagieri Porion, 1993
- Eupholus mimicus Riedel, 2010
- Eupholus nagaii Porion, 1993
- Eupholus nickerli Heller, 1913
- Eupholus pansingorum Limoges & Tirant, 2019
- Eupholus prasinus Heller, 1910
- Eupholus pseudoquinitaenia Audibert & Porion, 2019
- Eupholus quadrimaculatus Kirsch, 1877
- Eupholus quinitaenia Heller, 1915
- Eupholus riedeli Audibert & Porion, 2019
- Eupholus rigouti Porion, 1993
- Eupholus saugrenus Porion, 1993
- Eupholus schneideri Riedel, 2002
- Eupholus schoenherri Guérin-Méneville, 1838
- Eupholus sedlaceki Riedel, 2010
- Eupholus sofia Porion, 2000
- Eupholus suhandai Porion, 2000
- Eupholus sulcicollis Heller, 1915
- Eupholus unicolor Audibert & Porion, 2019
- Eupholus vethi Heller, 1914
- Eupholus vlasimskii Balke & Riedel, 2002
- Eupholus waigeuensis Limoges & Porion, 2004
- Eupholus yapenensis Audibert & Porion, 2019

## Synonymie
Eupholus a pour synonymes :
- Eupholus Dejean, 1834
- Eupholus Guerin-Meneville, 1838